# Новий Вісьнич (гміна)
Гміна Новий Вісьнич (пол. Gmina Nowy Wiśnicz) — місько-сільська гміна у південній Польщі. Належить до Бохенського повіту Малопольського воєводства.
Станом на 31 грудня 2011 у гміні проживало 13372 особи.

## Площа
Згідно з даними за 2007 рік площа гміни становила 82.49 км², у тому числі:
- орні землі: 65.00%
- ліси: 26.00%

Таким чином, площа гміни становить 13.06% площі повіту.

## Населення
Станом на 31 грудня 2011:
| Опис     | Загалом | Загалом | Чоловіки | Чоловіки | Жінки | Жінки |
| -------- | ------- | ------- | -------- | -------- | ----- | ----- |
| одиниця  | осіб    | %       | осіб     | %        | осіб  | %     |
| все      | 13372   | 100     | 6672     | 49.90    | 6700  | 50.10 |
| міське   | 2768    | 100     | 1321     | 47.72    | 1447  | 52.28 |
| сільське | 10604   | 100     | 5351     | 50.46    | 5253  | 49.54 |

## Населені пункти
- Хронув
- Кобилє
- Копаліни
- Крулювка
- Лександрова
- Ломна
- Мухувка
- Ольхава
- Полом-Дужи
- Стари-Віснич
- Віснич-Мали

## Сусідні гміни
Гміна Новий Вісьнич межує з такими гмінами: Бжесько, Бохня, Бохня, Ґнойник, Жеґоцина, Ліпниця-Мурована, Тшцяна.